# Мобилизација у Русији 2022.
Дана 21. септембра 2022. године, на Међународни дан мира, током инвазије Русије на Украјину, председник Руске Федерације Владимир Путин најавио је почетак делимичне мобилизације и потписао одговарајући указ бр. 647.
Министар одбране Руске Федерације Сергеј Шојгу саопштио је да Русија има „огромну мобилизациону резерву“ и да планира да мобилише 300.000 резервиста. Активности мобилизације су почеле истог дана.
Ово је прва мобилизација у модерној историји Русије — последњи пут мобилизација је објављена 1941. године након Операције Барбароса.

## Говор Владимира Путина
У 9:00 по московском времену Владимир Путин је упутио апел којим је најавио делимичну мобилизацију у Русији. Он је у свом телевизијском обраћању рекао да је земља у рату са „колективним Западом“, претећи да ће употребити нуклеарно оружје. Путин је рекао да регрутацији подлежу „само грађани који се налазе у резервном саставу“, пре свега људи који су претходно служили војску. Поред тога, председник је најавио да ће позвани грађани добити исте услове као и запослени по уговору.

## Указ
У 9:20 по московском времену објављен је указ председника Руске Федерације са следећим тачкама:
1. Прогласити делимичну мобилизацију у Руској Федерацији од 21. септембра 2022.
2. Извршити позив држављана Руске Федерације на служење војног рока за мобилизацију у Оружане снаге Руске Федерације. Држављани Руске Федерације позвани на војну службу мобилизацијом имају статус војног лица на служби у Оружаним снагама Руске Федерације по уговору.
3. Утврдити да ниво плате за држављане Руске Федерације позване на војну службу ради мобилизације у Оружане снаге Руске Федерације одговара нивоу плате за војно особље које служи у Оружаним снагама Руске Федерације по уговору.
4. Уговори о служењу војног рока које закључују војна лица важе до истека периода дјелимичне мобилизације, изузев случајева отпуштања војних лица из војне службе по основу утврђеним овом уредбом.
5. Утврдити током периода делимичне мобилизације следеће основе за отпуштање из војне службе војног лица које служе војну службу по уговору, као и држављана Руске Федерације позваних на војну службу за мобилизацију у Оружане снаге Руске Федерације: а) по годинама – по навршењу старосне границе за служење војног рока; б) из здравствених разлога – у вези са проглашењем војнолекарске комисије неспособним за војну службу, изузев војних лица која су изразила жељу да наставе војну службу на војним дужностима које могу заменити наведена војна лица; в) у вези са ступањем на снагу судске пресуде о изрицању казне затвора.
6. Влади Руске Федерације: а) да финансира активности за делимичну мобилизацију; б) предузима неопходне мере за задовољавање потреба Оружаних снага Руске Федерације, других трупа, војних формација и органа у периоду делимичне мобилизације.
7. Само за службену употребу (поверљиво)[8]
8. Највиши званичници конститутивних ентитета Руске Федерације обезбеђују регрутацију грађана на војну службу за мобилизацију у Оружане снаге Руске Федерације у броју иу роковима које одреди Министарство одбране Руске Федерације за сваку конститутивни ентитет Руске Федерације.
9. Дати грађанима Руске Федерације који раде у организацијама војно-индустријског комплекса право на одгоду од регрутације на војну службу ради мобилизације (за период рада у овим организацијама). Категорије грађана Руске Федерације којима се даје право на одлагање и поступак за његово одобравање утврђује Влада Руске Федерације.
10. Ова уредба ступа на снагу даном званичног објављивања.[2]

## Званично објављивање указу и њено ступање на снагу
Указ председника Руске Федерације од 21. септембра 2022. број 647 „О објављивању делимичне мобилизације у Руској Федерацији“ објављен је на Званичном интернет порталу правних информација pravo.gov.ru 21. септембра 2022. године. Указ је такође објављен на насловној страни броја 213(8861) Росискај газетi 22. септембра 2022. године.
Према ставу 10. указу, он је ступил на снагу даном званичног објављивања, односно 21. септембра 2022. године, када је њен текст објављен на Званичном интернет порталу правних информација.